# 貴田正子
貴田 正子（きだ まさこ、1969年 - ）は、日本のノンフィクション作家。
所在不明となっていた「香薬師如来立像」の右手を発見したことで知られる。
著書に『深大寺の白鳳仏 武蔵野にもたらされた奇跡の国宝』や『香薬師像の右手 失われたみほとけの行方』がある。

## 来歴
新潟県に生まれる。1993年に産経新聞に入社し、記者として取材活動を行う。その後2002年に独立。「香薬師如来立像」の所在の取材を続け、2015年にその右手を発見した。

## 著書
- 産経新聞『じゅく~る』取材班『学校って、なんだろう』新潮社、1997年10月20日。ISBN 9784101455310。[1]
- 『香薬師像の右手 失われたみほとけの行方』講談社、2016年10月13日。ISBN 978-4-06-220289-3。
- 『深大寺の白鳳仏 武蔵野にもたらされた奇跡の国宝』春秋社、2021年6月8日。ISBN 9784393138052。